# Les Iris bleus
Les Iris bleus sont un roman de Nita Rousseau publié le 8 janvier 1992 aux éditions Flammarion et ayant obtenu la même année le Prix Goncourt du premier roman.

## Éditions
- Les Iris bleus, éditions Flammarion, 1992  (ISBN 978-2080666642).